# راجشری
راجشری (به انگلیسی: Rajshree) (زاده ۸ اکتبر ۱۹۴۴) بازیگر هندی است.
از کارهای معروف او می‌توان به بازی در فیلم سراسر جهان، محبت زنده است، جانور و خدای جنایت اشاره کرد.